# 日本赤十字爱知短期大学
日本赤十字爱知短期大学（日语：／ Nihon Sekijūji Aichi Tanki Daigaku *）是过去一所位于日本爱知县名古屋市中村区的私立短期大学。

## 概要

### 简介
- 学校最早可以追溯到1941年即护理妇培训学校的创立[1]。短期大学为于1989年开办[1]、由学校法人日本赤十字学园经营。开始招収男学生从1997年、招生到于2003年、停办于2006年[2]。

### 历史
- 1989年 日本赤十字爱知女子短期大学成立并同时设置护理学科。
- 1997年 改校名为日本赤十字爱知短期大学、开始招收男学生。
- 1998年 地区护理学专攻成立于专科。
- 2003年 最后一年招生、次年停止招生（正式停办于2006年9月12日[2]）。

## 学校环境
- 校区：在了爱知县名古屋市中村区[注 1]

## 历任校长
- 须之内省三：第一代短期大学校长[3]。

## 组织

### 学科
- 护理学科

### 专科
| - 地区护理学专攻:大学评价学位授予机构 |

### 业余课程
| - 没有 |

## 相关链接
- 日本短期大学列表
- 日本赤十字中央女子短期大学
- 日本赤十字武藏野短期大学
- 日本赤十字秋田短期大学